# Zdeněk Salzmann
Zdeněk Salzmann (18. října 1925 Praha - 10. května 2021 Sedona, USA) byl česko-americký lingvista, antropolog a folklorista, emeritní profesor University of Massachusetts, od roku 1947 žil v USA. Předmětem jeho zájmu byla především lingvistická antropologie.
Studoval jazykovědu v Bloomingtonu, od roku 1968 přednášel na Massachusettské univerzitě kulturní a sociální antropologii. Podnikl řadu terénních výzkumů, například mezi indiány kmene Arapaho nebo v jihočeské obci Komárov. U Arapahů studoval jejich zanikající jazyk a podílel se na úsilí o jeho zachování a obnovu. Vytvořil pro ně například anglicko-arapažský slovník.
Po roce 1989 pravidelně navštěvoval Českou republiku a přednášel na univerzitách v Praze, Plzni a Pardubicích.

## Publikace
- Seznam děl v Souborném katalogu ČR, jejichž autorem nebo tématem je Zdeněk Salzmann

Zdeněk Salzmann je autorem publikací z oboru lingvistické antropologie a etnografie a studií o českém jazyce.

### Česky
- Jazyk, kultura a společnost: Úvod do lingvistické antropologie

### Anglicky (výběr)
- The Arapaho Language alphabet: Utilizing the Zdenek Salzmann System (1993, Ethete, WY: Wind River Reservation)
- Komárov: A Czech farming village (1974, New York: Rinehart and Winston)